# Musikgymnasium
Ein Musikgymnasium ist eine Musikschule des Gymnasialsystems, mit musikalischem Schwerpunkt, das gezielt auf eine musikalische Ausbildung vorbereiten soll. Musikgymnasien sind teils auch Ganztagsschulen oder Internate.

## Merkmale
In Musikgymnasien werden bereits von Anfang an spezielle musikalische Fächer wie Rhythmik, Musiktheorie, Gehörbildung, Komposition und andere unterrichtet. Mitunter ist die Belegung eines Musikleistungskurses obligatorisch.
Für gewöhnlich muss jeder Schüler mindestens ein Musikinstrument spielen. So soll neben der allgemeinen Hochschulreife gezielt musikalische Kompetenzen ausgebildet und auf ein musiknahes Berufsfeld vorbereitet werden. Teilweise gibt es Kooperationen mit städtischen Musikhochschulen, so dass besonders begabte Musiker schon frühzeitig bei Musikprofessoren Instrumentalunterricht erhalten können.

## Geschichte
Die Idee des modernen Musikgymnasiums geht auf Leo Kestenberg zurück, der seine Konzeption bereits 1921 entwickelte und der später, bis 1932, Ministerialrat im Preußischen Ministerium für Wissenschaft, Kunst und Volksbildung war. Die erste Bildungseinrichtung, die Kestenbergs Ideen des Musikgymnasiums in ihre Konzeption aufnahm, war das Musische Gymnasium in Frankfurt am Main (1939–1945) unter Leitung von Kurt Thomas. 1941 wurde in Leipzig ein zweites Musisches Gymnasium unter der künstlerischen Leitung von Günther Ramin eröffnet. Beide Schulen wurden übrigens deshalb als  „Musisches Gymnasium“ bezeichnet, weil ihre Konzeption sich von der des "Musikgymnasiums" in wesentlichen Punkten unterschied. Zudem wollte man im Dritten Reich nicht auf den von Kestenberg geprägten Begriff – Kestenberg war Jude – „Musikgymnasium“ zurückgreifen. Beide Schulen wurden 1945 geschlossen.

## Liste von Musikgymnasien

### Deutschland
siehe auch: Musisches Gymnasium
- Musikgymnasium Carl Philipp Emanuel Bach in Berlin
- Georg-Friedrich-Händel-Gymnasium in Berlin
- Viktoriaschule in Darmstadt
- Goethe-Gymnasium Demmin in Demmin
- Sächsisches Landesgymnasium für Musik Carl Maria von Weber in Dresden
- Friedrich-Gymnasium Freiburg  in Freiburg im Breisgau
- Rutheneum seit 1608 in Gera
- Landesgymnasium Latina August Hermann Francke in Halle
- Helmholtz-Gymnasium in Karlsruhe
- Thomasschule zu Leipzig in Leipzig
- Johanneum zu Lübeck, Gymnasium mit Musikschwerpunkt in Lübeck
- Landesmusikgymnasium Rheinland-Pfalz, Peter-Altmeier-Gymnasium in Montabaur
- Musikgymnasium Käthe Kollwitz in Rostock
- Goethe-Gymnasium in Schwerin
- Eberhard-Ludwigs-Gymnasium in Stuttgart
- Musikgymnasium Schloss Belvedere in Weimar
- Landesgymnasium für Musik in Wernigerode

### (Ex-)UdSSR
In der Sowjetunion wurden die Musikgymnasien (“Sondernmusikschulen”, russisch Средние специальные музыкальные школы) bei manchen Konservatorien gegründet. Das Kind begann mit dem Studium im Alter von 6–7, es dauerte zehn (jetzt elf) Jahre. Viele Absolventen setzten ihre Ausbildung an dem jeweiligen Konservatorium fort. Heutzutage funktionieren diese Schulen, oder Gymnasien, in vielen postsowjetischen Staaten; so in Russland gab es (2016) insgesamt neun solcher Einrichtungen. Etliche sind unten aufgelistet:

#### Russland
- Zentrale Musikschule Moskau
- Gnessin Musikschule Moskau
- Sondernmusikschule Nowosibirsk

#### Ukraine
- Stoljarski-Musikschule Odessa

#### Litauen
- Juozas-Naujalis-Musikgymnasium Kaunas[1]
- Juozas-Gruodis-Konservatorium Kaunas
- Juozas-Tallat-Kelpša-Konservatorium Vilnius
- Stasys-Šimkus-Konservatorium Klaipėda

### Österreich
Oberstufenrealgymnasium für Studierende der Musik
Oberstufenrealgymnasien mit besonderem Schwerpunkt für Studierende der Musik (Schüler, die ein Konservatorium besuchen), zur Vervollständigung des allgemeinbildenden Abschlusses:
- Musikgymnasium Feldkirch (in Kooperation mit dem Vorarlberger Landeskonservatorium)
- Musikgymnasium Graz
- Musikgymnasium Innsbruck (in Kooperation mit dem Tiroler Landeskonservatorium)
- Musikgymnasium Klagenfurt-Viktring
- Musikgymnasium Linz
- Musikgymnasium Salzburg
- Musikgymnasium Oberschützen
- Musikgymnasium Wien
- Oberstufenrealgymnasium mit Schwerpunkt Vokalmusik der Wiener Sängerknaben (für Jungen und Mädchen)

Privatschulen
Privatschulen mit eigenständigem Lehrplan (Statutsschulen) sind:
- Musikinstitut Polyhymnia, am Standort des Bundesgymnasiums und Bundesrealgymnasiums 1030 Wien, Kundmanngasse 20–22 (Sitz des Unternehmens: Neulengbach)[2]

### Schweiz
- Evangelische Mittelschule Schiers (Musikgymnasium seit 2008 in Kooperation mit dem Vorarlberger Landeskonservatorium)
- Kunst- und Sportgymnasium Rämibühl
- Gymnasium Hofwil